# Coroação de Isabel II do Reino Unido
A Coroação de Isabel II (Elizabeth II) do Reino Unido aconteceu em 2 de junho de 1953 na Abadia de Westminster em Londres. Isabel II subiu ao trono aos 25 anos de idade após a morte de seu pai, Jorge VI, em 6 de fevereiro de 1952, sendo proclamada rainha pelo conselho privado e executivo no dia 8 de fevereiro do mesmo ano. A coroação ocorreu pouco mais de um ano após a ascensão de Isabel II por conta da tradição de guardar o luto pela morte do monarca anterior, também dando tempo adequado aos comitês de planejamento para preparar a cerimônia.
Durante o serviço, Isabel fez o juramento de garantir cumprir a lei e governar a Igreja da Inglaterra, foi ungida com óleo sagrado, foi vestida com o manto e insígnias, e foi coroada rainha do Reino Unido, Canadá, Austrália, Nova Zelândia, África do Sul, Paquistão e Ceilão (agora Sri Lanka).
Ocorreram celebrações em todos os reinos da Comunidade das Nações e uma medalha comemorativa foi emitida. Foi a única coroação britânica a ser totalmente televisionada, câmeras de televisão não foram permitidas dentro da abadia durante a coroação de seus pais em 1937. Isabel teve a quarta e última coroação britânica do século XX.

## Preparativos
A cerimônia de um dia levou 14 meses para ser preparada, a primeira reunião da Comissão de Coroação aconteceu em abril de 1952 sob a presidência do marido da rainha, Filipe, duque de Edimburgo. Outros comitês também foram formados, como o Comitê Conjunto de Coroação e o Comitê Executivo de Coroação, ambos presididos pelo duque de Norfolk que, como Conde Marechal do Reino Unido, tinha responsabilidade geral pelo evento. Muitos preparativos ao longo do percurso foram da responsabilidade de David Eccles, ministro de obras. Eccles escreveu em um papel: “O Conde Marechal é o produtor – eu sou o gerente de palco”.
Os comitês envolveram altos comissários de outros reinos da Comunidade das Nações, refletindo a natureza internacional da coroação, no entanto, alguns oficiais recusaram o convite para participar do evento porque os governos desses países consideraram a cerimônia como um rito religioso exclusivo da Grã-Bretanha. Como o primeiro-ministro canadense Louis St. Laurent disse na época: “Na minha opinião, a coroação é a entronização oficial do Soberano como Soberano do Reino Unido. Estamos felizes em assistir e testemunhar à Coroação da Soberana do Reino Unido, mas não somos participantes diretos nessa função”. A Comissão de Coroação anunciou em junho de 1952 que a coroação ocorreria em 2 de junho de 1953.
Norman Hartnell, responsável por desenhar o vestido de casamento de Isabel com Filipe, foi contratado pela rainha para desenhar as roupas de todos os membros da família real, incluindo o vestido de coroação de Isabel II. O seu desenho para o vestido evoluiu por meio de novo propostas, e a versão final resultou de sua própria pesquisa e inúmeros encontros com a rainha: um vestido de seda branca bordado com emblemas florais dos países da Comunidade das Nações da época, sendo a rosa de Tudor da Inglaterra, o cardo escocês, o alho-poro galês, o trevo da Irlanda do Norte, o vime da Austrália, a folha de bordo do Canadá, a samambaia prateada da Nova Zelândia, a protea da África do Sul, duas flores de lótus para a Índia e Ceilão, e trigo, algodão e juta do Paquistão.
Isabel ensaiou para a ocasião com suas damas de honra. Um lençol foi usado no lugar da cauda de veludo e cadeiras substituíram a carruagem. A rainha também usava a Coroa Imperial do Estado ao realizar suas atividades diárias – em sua mesa, durante o chá e enquanto lia o jornal – para que pudesse se acostumar com sua textura e peso. Isabel participou de dois ensaios completos na Abadia de Westminster em 22 de 29 de maio.
A avó paterna de Isabel, a rainha Maria, faleceu em 24 de março de 1953, tendo declarado em seu testamento que a sua morte não deveria afetar o planejamento da coroação e que o evento deveria ocorrer conforme o programado. O evento foi estimado em 1,57 milhões de libras (estimado em 41 710 000 de libras em 2019) que incluiu arquibancadas ao longo da rota da procissão para acomodar 96 000 pessoas, banheiros, decorações de rua, roupas, aluguel de automóveis, reparos na carruagem do Estado, e alterações nos trajes da rainha.

## Evento

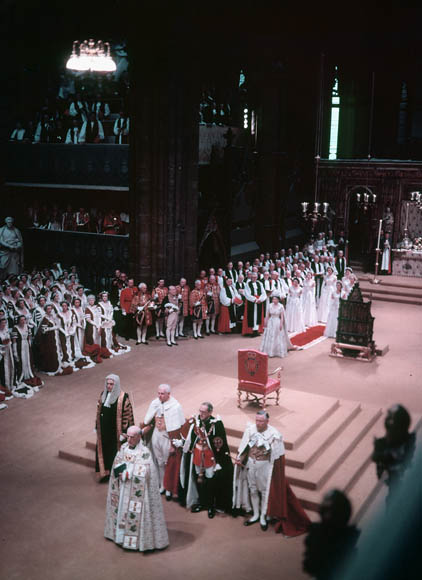
A coroação de Elizabeth.

A cerimônia de coroação de Isabel II seguiu um padrão semelhante às coroações dos reis e rainhas antes dela, sendo realizada na Abadia de Westminster e envolvendo a nobreza e o clero. No entanto, para a nova rainha, várias partes da cerimônia foram marcadamente diferentes.

### Televisão
Milhões em toda a Grã-Bretanha assistiram à coroação ao vivo no serviço de televisão da BBC, e muitos compraram ou alugaram aparelhos de televisão para o acompanharem o evento. A coroação foi a primeira a ser televisionada na íntegra, as câmeras da BBC não tiveram permissão para entrarem na Abadia de Westminster para a coroação de seus pais em 1937 e cobriram apenas a procissão do lado de fora. Houve um debate considerável no gabinete britânico sobre o assunto, com o primeiro-ministro Winston Churchill contra a ideia, mas Isabel recusou seu conselho sobre o assunto e insistiu que o evento acontecesse diante de câmeras de televisão, bem como aquelas filmando com tecnologia 3D experimental. O evento também foi filmado em cores, separadamente da transmissão de TV em preto e branco da BBC.
A coroação também foi o primeiro grande evento mundial a ser transmitido internacionalmente pela televisão. Para garantir que os canadenses pudessem ver no mesmo dia, a Força Aérea Real voou as fitas de gravação da cerimônia através do Oceano Atlântico para serem transmitidas pela Canadian Broadcasting Corporation, os primeiros voos diretos entre o Reino Unido e o Canadá. Em Goose Bay, o primeiro lote de fitas foi transferido para um caça a jato CF-100 da Força Aérea Real Canadiana para a próxima viagem a Montreal.  Ao todo, três desses voos foram feitos à medida que a coroação prosseguia. No dia seguinte, um filme foi levado para Vancouver. O filme foi escoltado pela RCMP até o Peace Arch Border Crossing, onde foi escoltado pela Patrulha do Estado de Washington até Bellingham, onde foi exibido como a transmissão inaugural da KVOS-TV, uma nova estação cujo sinal chegou ao Lower Mainland da Colúmbia Britânica, permitindo que os espectadores vissem a coroação também, embora com um atraso de um dia.
As redes americanas NBC e CBS fizeram acordos semelhantes para que os filmes fossem transmitidos em retransmissão aos Estados Unidos no mesmo dia, mas usaram aeronaves mais lentas com propulsão por hélice.
Embora ainda não tivesse serviço de televisão em tempo integral, a gravação também foi despachada para a Austrália a bordo de um avião da Qantas, que chegou a Sydney em um tempo recorde de 53 horas e 28 minutos. A audiência mundial da televisão para a coroação foi estimada em 277 milhões.

## Convidados
Após ser fechada desde a ascensão de Isabel para os preparativos da coroação, a Abadia de Westminster foi reaberta às 6h00 da manhã no Dia da Coroação para cerca de 50 convidados das Nações da Commonwealth; os mais proeminentes indivíduos, como membros da Família real e realezas estrangeiras, pariatos britânicos, chefes de Estado, Membros do Parlamento das mais diversas legislaturas sob o governo de Isabel II. Um dos convidados estrangeiros foi a Rainha Salote Tupou III de Tonga, que desfilou em carruagem aberta pelas ruas de Londres no dia da coroação.

### Família Real
- Rainha Isabel, a Rainha-Mãe
- Princesa Margarida
- O Duque de Edimburgo
- O Duque da Cornualha
- A Princesa Real
- O Conde e a Condessa de Harewood
- Gerald Lascelles
- O Duque e a Duquesa de Gloucester
- A Duquesa de Kent
- O Duque de Kent
- Princesa Alexandra de Kent
- Príncipe Miguel de Kent